# Llaveiella dugmilleri
Llaveiella dugmilleri är en insektsart som beskrevs av Imré Foldi 1995. Llaveiella dugmilleri ingår i släktet Llaveiella och familjen pärlsköldlöss. Inga underarter finns listade i Catalogue of Life.